# Hilda Kuper
Hilda Beemer Kuper (* 23. August 1911 in Bulawayo; † 1992) war eine simbabwische Anthropologin. Sie entwickelte ein starkes Interesse für politische Verhältnisse bei Forschungsarbeiten und gilt als Vorläuferin der politischen Anthropologie. Sie beschäftigte sich mit der Privilegierung der weißen Siedler sowie den Konflikten und Spannungen innerhalb der weißen Bevölkerungsgruppe.

## Leben
Kuper wuchs in einer europäisch-jüdischen Familie auf – ihre Wiener Mutter und ihr litauischer Vater waren um die Jahrhundertwende nach Afrika ausgewandert. Später traten familiäre Konflikte zwischen Juden und Nichtjuden auf sowie weitere Spannungen im Laufe des Ersten Weltkrieges: ihre Mutter und ihr Bruder waren deutschfreundlich, der Vater stand auf der britischen Seite. Hilda Kuper studierte Literatur, Theater und Schauspiel in London. Später wurde sie Anthropologin und half zu Unrecht Bestraften. Sie arbeitete mit Alfred Radcliffe-Brown in Kapstadt und war damals sehr beeindruckt von ihrer Lehrerin W. Hoernle.
Kuper setzte sich mit Evolutionistinnen auseinander – Kulturkreislehre, lernte den Afrikaforscher Frobenius und die soziologische Durkheimschule kennen. Sie betrieb als Studentin Feldforschung in den Slums von Johannesburg. Dort brannten indische Einwanderer, vor allem Frauen, heimlich Schnaps, um das Schulgeld zu finanzieren. Diese Frauen wurden oft überführt und inhaftiert. Damals betreute Kuper deren Kinder und untersuchte das Leben der Frauen im Gefängnis und das ihrer Kinder.
Sie schrieb eine Dissertation über das Forschungsgebiet Swasiland (Anerkennung der Buren).
Ihre erste echte Feldforschung führte sie in Begleitung von Bronisław Malinowski durch. Sie kam hierbei nach Lobamba und lebte bei der Königinmutter. Während der Pflege der Königinmutter und Malinowskis kamen sich alle drei näher.
Ihr ursprüngliches Forschungsgebiet war Magie und Heilen. Sie hatte eine Lektorenstelle an Uni in Südafrika inne, war Mitglied der liberalen Partei und lehnte die Apartheid ab. Sie nahm die Staatsbürgerschaft von Swasiland an. Kuper erhielt ein Ehrendoktorat. Sie war beeinflusst durch die Manchester School (Max Gluckmann).
Kuper war mit einem Philosophen verheiratet, der sich für südafrikanisches Recht interessierte und hatte mit ihm zwei Kinder. Sie unterrichtete an der University of the Witwatersrand (1940 bis 1945), an der University of Natal (1959 bis 1962) und an der University of California, Los Angeles (1963 bis 1978).